# Station de Waihopai
La station de Waihopai (NZC-333) est une station d'interception des communications électromagnétiques du Government Communications Security Bureau (GCSB). Opérationnelle depuis 1989, elle est située à proximité de la ville de Blenheim, dans la région de Marlborough en Nouvelle-Zélande. Il s'agit d'une installation liée au réseau ECHELON.

## Histoire
Le gouvernement néo-zélandais envisage l'interception des communications par satellite en 1979, tandis qu'un premier site est déjà en construction à Tangimoana. Consacrée à l'interception des ondes radios hautes fréquences (HF), cette station entre en activité en 1982, mais l'utilisation croissante des satellites dans les années 1980 réduit progressivement l'efficacité de ses installations,. En conséquence, la construction d'une nouvelle station sur 36 ha de terrain est autorisée en 1987 par le Premier ministre David Lange et le ministre des Finances Roger Douglas. Une première antenne de 18 m de diamètre, protégée par un radôme, est mise en service le 8 septembre 1989,,. 
En 1997, le GCSB souhaite améliorer sa capacité d'interception et fait construire une seconde antenne sur le site, mise en service en 1998. Il s'agit de l'une des deux décisions annoncées le 31 juillet 1997 par le Premier ministre Jim Bolger, la seconde concernant l'aspect juridique des interceptions de communications étrangères.
Le 30 avril 2008, à l'aide d'une faucille et de couteaux, un groupe composé de trois militants pour la paix s'introduit dans l'enceinte du site et endommage le radôme d'une des antennes,. Restés sur place jusqu'à leur arrestation, les trois hommes dénoncent l'implication de la station dans les activités militaires des États-Unis, notamment la guerre d'Irak,. Poursuivis pour avoir causé des dommages intentionnels avec effraction, ils sont jugés et acquittés en 2010,.
En novembre 2021, le GCSB annonce que les deux antennes et leurs radômes vont être déconstruits et retirés de la station, leur technologie étant devenue obsolète,. En avril 2022, les installations en question sont démontées, tandis que d'autres collectes de données et d'informations se poursuivent à Waihopai.

## Activités

### Surveillance des satellites
Dans son livre Secret Power, publié en 1996, le journaliste néo-zélandais Nicky Hager décrit la station comme étant une installation de surveillance du réseau ECHELON, réseau automatisé d'ordinateurs et de dictionnaires inter-connectés. Il indique que les cibles principales des antennes de Waihopai sont les satellites INTELSAT stationnés successivement au-dessus de l'océan Pacifique,. De 1994 à 2011, il s'agit du satellite INTELSAT-701 (IS-701), remplacé ensuite par le satellite INTELSAT-18 (IS-18),. Ces informations sont reprises par une commission temporaire du Parlement européen en 2001, qui s'appuie sur les enquêtes de plusieurs journalistes indépendants et les témoignages d'anciens agents.
Le 4 mars 2015, des publications du New Zealand Herald et du site The Intercept confirment que la station de Waihopai intercepte le contenu et les métadonnées des télécommunications de plus d’une dizaine de pays et d’îles du Pacifique, dont Tuvalu, Nauru, les Kiribati, les Samoa, Vanuatu, les îles Salomon, Fidji, Tonga, la Polynésie française et la Nouvelle-Calédonie. Une série de documents, dévoilés par le lanceur d'alerte Edward Snowden, indiquent que le partage des données obtenues avec les autres agences de renseignement des Fives Eyes est systématique depuis une mise à niveau du programme XKeyscore en 2009,,.   
Une grande partie de l'infrastructure technique de la station est celle de la National Security Agency (NSA), qui a développé tous les systèmes opérationnels utilisés à Waihopai (dont le nom de code est IRONSAND),. Un rapport du GCSB révèle que la surveillance des satellites de télécommunications s'est étendue avec l'installation et la mise en service d'une antenne multi-faisceaux Torus en 2007,.  